# Messecenter Herning
El Messecenter Herning es un centro de exposiciones y un complejo de entretenimiento en Herning, Dinamarca. El complejo es el mayor centro de exposiciones en Dinamarca por encima del Bella Center de Copenhague. Ubicado en 130 acres (0,53 km²), el complejo alberga muchos eventos desde ferias, representaciones teatrales, eventos deportivos, giras de conciertos y otros espectáculos. Es una de las principales atracciones en Herning y atrae a una multitud de más de 900.000 visitantes al año.